# Latorica
Latorica (ukrajinsko Латориця) je 188 km dolga reka, ki teče po ozemlju Ukrajine (156,6 km) in Slovaške (31,4 km). Porečje znaša 3.130 km². Pri vasi Zemplín na jugovzhodu Slovaške se zlije z Ondavo in teče naprej kot reka Bodrog.
Obširno mokrišče v spodnjem toku z množico mrtvic in poplavnim gozdom je zavarovano kot slovaški naravni rezervat in Ramsarsko mokrišče.